# Eurovision Song Contest 1979
Eurovision Song Contest 1979 blev for første gang holdt udenfor Europas geografiske område og der var stor sikkerhed omkring artisterne, da ingen ønskede der skulle ske nogen noget som helst.
Tyrkiet blev tvunget til at trække sig, da mange muslimske lande ikke var begejstret over at de skulle deltage, når det nu blev holdt i Israel.
Årets postkort var langt mere humoristiske end tidligere set. De bestod af fire israelske komikere, der præsenterede platte stereotyper på de forskellige lande, inden det pågældende land skulle optræde. Danmark blev f.eks. parodieret, ved at en af komikerne var klædt ud som den lille havfrue, mens en andefamilie svømmede forbi i vandet foran hende, efterfulgt af en grim ælling. Det var dog ikke alle postkortene der gav lige meget mening.
Først ved den sidste afstemning blev resultatet afgjort. Det var i øvrigt Spanien og mange mener, at de gav Israel høje point for at Spanien slap for at skulle arrangere næste års konkurrence.
Det blev i øvrigt foreslået på israelsk radio dagen efter sejren, at vindermelodien fremover skulle bruges som Israels nationalmelodi. I slutningen af Eurovision Song Contest 1999, 20 år senere, men i samme hal, sang alle aftenenes solister og komponister "Halleluja" i slutningen af showet, til ære for ofrene i Balkankrigen.

## Deltagere og resultater
| Nr. | Land (Sprog)   | Solist                                   | Sang (Uofficiel oversættelse)                                      | Plads. | Point |
| --- | -------------- | ---------------------------------------- | ------------------------------------------------------------------ | ------ | ----- |
| 1   | Portugal       | Manuela Bravo                            | Sobe, sobe, balão sobe Svæv, svæv, ballon, svæv                    | 9      | 64    |
| 2   | Italien        | Matia Bazar                              | Raggio de luna Månens stråle                                       | 15     | 27    |
| 3   | Danmark        | Tommy Seebach                            | Disco Tango                                                        | 6      | 76    |
| 4   | Irland         | Cathal Dunne                             | Happy Man Glade mand                                               | 5      | 80    |
| 5   | Finland        | Katri-Helena                             | Katso sineen taivaan Jeg ser den blå sky                           | 14     | 38    |
| 6   | Monaco         | Laurent Vaguener                         | Notre vie, c'est la musique Vores liv, det er musikken             | 16     | 12    |
| 7   | Grækenland     | Elpida                                   | Socrates Sokrates                                                  | 8      | 69    |
| 8   | Schweiz        | Peter, Sue & Marc & Pfuri, Gorps & Kniri | Trödler und Co Marskandiser og Kompagni                            | 10     | 60    |
| 9   | Vesttyskland   | Dschinghis Khan                          | Dschinghis Khan Djingis Khan                                       | 4      | 86    |
| 10  | Israel         | Gali Atari & Milk and Honey              | Hallelujah                                                         | 1      | 125   |
| 11  | Frankrig       | Anne-Marie David                         | Je suis l'enfant-soleil Jeg er solbarnet                           | 3      | 106   |
| 12  | Belgien        | Micha Marah                              | Hey Nana                                                           | 18     | 5     |
| 13  | Luxembourg     | Jeane Manson                             | J'ai déjà vu ça dans tes yeux Jeg har allerede set det i dine øjne | 13     | 44    |
| 14  | Holland        | Xandra                                   | Colorado                                                           | 12     | 51    |
| 15  | Sverige        | Ted Gärdestad                            | Satellit                                                           | 17     | 8     |
| 16  | Norge          | Anita Skorgan                            | Oliver                                                             | 12     | 57    |
| 17  | Storbritannien | Black Lace                               | Mary Ann                                                           | 7      | 73    |
| 18  | Østrig         | Christina Simon                          | Heute in Jerusalem I dag i Jerusalem                               | 19     | 5     |
| 19  | Spanien        | Betty Missiego                           | Su canción Din sang                                                | 2      | 116   |